# Championnats du monde de ski alpin 2001
Navigation
Vail/Beaver Creek 1999 Saint-Moritz 2003
Championnats du monde de ski alpin, à Sankt Anton am Arlberg, dans le Tyrol, en Autriche, du 29 janvier au 10 février 2001.

## Palmarès

### Hommes
| Épreuves                 | Or                   | Argent              | Bronze          |
| ------------------------ | -------------------- | ------------------- | --------------- |
| 7 février : Descente     | Hannes Trinkl        | Hermann Maier       | Florian Eckert  |
| 30 janvier : Super G     | Daron Rahlves        | Stephan Eberharter  | Hermann Maier   |
| 8 février : Slalom géant | Michael von Grünigen | Kjetil André Aamodt | Frédéric Covili |
| 10 février : Slalom      | Mario Matt           | Benjamin Raich      | Mitja Kunc      |
| 5 février : Combiné      | Kjetil André Aamodt  | Mario Matt          | Paul Accola     |

### Femmes
| Épreuves                 | Or                   | Argent             | Bronze          |
| ------------------------ | -------------------- | ------------------ | --------------- |
| 6 février : Descente     | Michaela Dorfmeister | Renate Götschl     | Selina Heregger |
| 29 janvier : Super G     | Régine Cavagnoud     | Isolde Kötsner     | Hilde Gerg      |
| 9 février : Slalom géant | Sonja Nef            | Karen Putzer       | Anja Pärson     |
| 7 février : Slalom       | Anja Pärson          | Christel Pascal    | Hedda Berntsen  |
| 2 février : Combiné      | Martina Ertl         | Christine Sponring | Karen Putzer    |

## Classement par nations
| Rang | Nation     | Or | Argent | Bronze | Total |
| ---- | ---------- | -- | ------ | ------ | ----- |
| 1    | Autriche   | 3  | 6      | 2      | 11    |
| 2    | Suisse     | 2  | 0      | 1      | 3     |
| 3    | France     | 1  | 1      | 1      | 3     |
| 4    | Norvège    | 1  | 1      | 1      | 3     |
| 5    | Allemagne  | 1  | 0      | 2      | 3     |
| 6    | Suède      | 1  | 0      | 1      | 2     |
| 7    | États-Unis | 1  | 0      | 0      | 1     |
| 8    | Italie     | 0  | 2      | 1      | 3     |
| 9    | Slovénie   | 0  | 0      | 1      | 1     |